# Knock on Any Door
Knock on Any Door is een Amerikaanse film noir uit 1949 onder regie van Nicholas Ray. De film werd destijds uitgebracht onder de titel Achter elke deur.

## Verhaal
Andrew Morton is een advocaat die afkomstig is uit de achterbuurten. Wanneer zijn cliënt Nick Romano roofovervallen gaat plegen, krijgt hij een heel patroon kogels in zijn lijf geboord. Tijdens het proces legt Morton de nadruk op de moeilijkheden in de achterbuurten.

## Rolverdeling
| Acteur                     | Personage     |
| -------------------------- | ------------- |
| Humphrey Bogart            | Andrew Morton |
| John Derek                 | Nick Romano   |
| George Macready            | Kerman        |
| Allene Roberts             | Emma          |
| Candy Toxton (Susan Perry) | Adele Morton  |
| Mickey Knox                | Vito          |
| Barry Kelley               | Rechter Drake |